# ジミー・ジョーンズ (野球)
ジェームズ・コンディア・ジョーンズ（James Condia "Jimmy" Jones, 1964年4月20日 - ）はアメリカ合衆国・テキサス州ダラス出身の元プロ野球選手（投手）。

## 来歴・人物
1982年のドラフト会議でサンディエゴ・パドレスから1巡目で指名を受ける。1986年9月21日、メジャーデビュー戦にて1安打完封の好投を見せ、技巧派投手として主に先発投手で起用された。1988年10月24日にパット・クレメンツ・ジャック・クラークとの2対3のトレードでランス・マッカラーズ、スタン・ジェファーソンとともにニューヨーク・ヤンキースに移籍。1991年3月19日にはヒューストン・アストロズに移籍した。同年秋には右ヒジの手術を受けてリリーフへの転向が決まったが、翌1992年は先発として起用され自身初の2桁勝利を挙げている。1993年1月25日にはモントリオール・エクスポズに移籍した が、夏には右ヒジ遊離骨の除去手術を受けている。
同年11月15日に年俸と契約金合わせて60万ドル（当時のレートで約6,300万円）で、巨人と入団契約を結んだ。1994年はキャンプで投球内容を評価され先発ローテーションに入ったが、5月4日の対横浜戦でショートに内野安打を放った際に一塁で駒田徳広と交錯し、左足首を剥離骨折した。その後2ヶ月間はリハビリに専念し、回復に合わせて走りこみなどのトレーニングを行なっている。7月7日のイースタン・リーグで登板して好投を見せる と、7月14日には一軍の対中日戦で先発し、7回を無失点に抑えて復帰戦で勝利を挙げた。この試合を含めて8月23日の対ヤクルト戦まで35イニングを投げ防御率1.54という安定した投球で5連勝を記録し、斎藤雅樹、槙原寛己、桑田真澄の3本柱に次ぐ先発の地位を確立している。同年の日本シリーズでは第3戦に先発し、5回1/3を投げて6安打1失点（自責点0）でチームは延長戦の末に勝利している。
1995年は一軍で6試合に先発し、4月30日の横浜戦では来日初の完投を完封勝利で記録するが、6月に右ヒジ痛を訴えて登録を抹消され、検査の結果内側側副靱帯損傷が判明した。その後は一軍に復帰することなく9月28日に戦力外通告を受け、そのまま現役を引退している。
2012年は当初サンディエゴ・パドレス傘下AAA級ツーソンで投手コーチを務めていたが、パドレスのブルペンコーチであるダレル・エイカーフェルズが膵臓がんにより亡くなったため、6月からシーズン途中までその後任を任された。
その後もパドレス傘下球団での指導者の道を歩み、2013年から2018年まではAA級サンアントニオ・ミッションズ、2019年はAA級アマリロ・ソッドプードルズ、2021年から2022年まではA+級フォートウェイン・ティンキャップスで投手コーチを歴任した。2023年からはAAA級エルパソ・チワワズの投手コーチ補佐を務めている。

## プレースタイルなど
カーブ、チェンジアップのほか、鋭いスライダーやムービングファストボールなど多彩な変化球を駆使した。長い腕をしならせるフォームから低めに制球し、大崩れしにくいタイプだと言われた。スタミナに不安があるため巨人では100球をメドに交代していたが、5回までは安心して試合を任せられるとコーチの堀内恒夫は評している。
被本塁打が少なく、1994年は9月10日の広島戦で江藤智に打たれたのが唯一のホームランだった。
投手ながら打撃が良く、メジャーでは通算2本塁打を放ち、日本でも28打数8安打という打撃記録を残した。

## 詳細情報

### 年度別投手成績
| 年 度    | 球 団    | 登 板 | 先 発 | 完 投 | 完 封 | 無 四 球 | 勝 利 | 敗 戦 | セ 丨 ブ | ホ 丨 ル ド | 勝 率 | 打 者 | 投 球 回 | 被 安 打 | 被 本 塁 打 | 与 四 球 | 敬 遠 | 与 死 球 | 奪 三 振 | 暴 投 | ボ 丨 ク | 失 点 | 自 責 点 | 防 御 率 | W H I P |
| -------- | -------- | ----- | ----- | ----- | ----- | -------- | ----- | ----- | -------- | ----------- | ----- | ----- | -------- | -------- | ----------- | -------- | ----- | -------- | -------- | ----- | -------- | ----- | -------- | -------- | ------- |
| 1986     | SD       | 3     | 3     | 1     | 1     | 1        | 2     | 0     | 0        | --          | 1.000 | 65    | 18.0     | 10       | 1           | 3        | 0     | 0        | 15       | 0     | 0        | 6     | 5        | 2.50     | 0.72    |
| 1987     | SD       | 30    | 22    | 2     | 1     | 0        | 9     | 7     | 0        | --          | .563  | 639   | 145.2    | 154      | 14          | 54       | 2     | 5        | 51       | 3     | 2        | 85    | 67       | 4.14     | 1.43    |
| 1988     | SD       | 29    | 29    | 3     | 0     | 0        | 9     | 14    | 0        | --          | .391  | 760   | 179.0    | 192      | 14          | 44       | 3     | 3        | 82       | 4     | 1        | 98    | 82       | 4.12     | 1.32    |
| 1989     | NYY      | 11    | 6     | 0     | 0     | 0        | 2     | 1     | 0        | --          | .667  | 211   | 48.0     | 56       | 7           | 16       | 1     | 2        | 25       | 1     | 0        | 29    | 28       | 5.25     | 1.50    |
| 1990     | NYY      | 17    | 7     | 0     | 0     | 0        | 1     | 2     | 0        | --          | .333  | 238   | 50.0     | 72       | 8           | 23       | 0     | 1        | 25       | 3     | 0        | 42    | 35       | 6.30     | 1.90    |
| 1991     | HOU      | 26    | 22    | 1     | 1     | 1        | 6     | 8     | 0        | --          | .429  | 593   | 135.1    | 143      | 9           | 51       | 3     | 3        | 88       | 4     | 0        | 73    | 66       | 4.39     | 1.43    |
| 1992     | HOU      | 25    | 23    | 0     | 0     | 0        | 10    | 6     | 0        | --          | .625  | 579   | 139.1    | 135      | 13          | 39       | 3     | 5        | 69       | 4     | 1        | 64    | 63       | 4.07     | 1.25    |
| 1993     | MON      | 12    | 6     | 0     | 0     | 0        | 4     | 1     | 0        | --          | .800  | 175   | 39.2     | 47       | 6           | 9        | 0     | 0        | 21       | 1     | 1        | 34    | 28       | 6.35     | 1.41    |
| 1994     | 巨人     | 14    | 13    | 0     | 0     | 0        | 7     | 2     | 0        | --          | .778  | 272   | 61.1     | 64       | 1           | 27       | 0     | 0        | 35       | 1     | 1        | 33    | 28       | 4.11     | 1.48    |
| 1995     | 巨人     | 6     | 6     | 1     | 1     | 0        | 2     | 2     | 0        | --          | .500  | 141   | 32.1     | 34       | 1           | 14       | 0     | 1        | 16       | 2     | 0        | 14    | 11       | 3.06     | 1.48    |
| MLB：8年 | MLB：8年 | 153   | 118   | 7     | 3     | 2        | 43    | 39    | 0        | --          | .524  | 3260  | 755.0    | 809      | 72          | 239      | 12    | 19       | 376      | 20    | 5        | 431   | 374      | 4.46     | 1.39    |
| NPB：2年 | NPB：2年 | 20    | 19    | 1     | 1     | 0        | 9     | 4     | 0        | --          | .692  | 413   | 93.2     | 98       | 2           | 41       | 0     | 1        | 51       | 3     | 1        | 47    | 39       | 3.75     | 1.48    |

### 記録
NPB
- 初登板、初先発：1994年4月14日、対横浜ベイスターズ戦（横浜スタジアム）、1回1/3を4失点
- 初勝利・初先発勝利：1994年4月27日、対広島東洋カープ戦（広島市民球場）、5回無失点
- 初完投・初完封：1995年4月30日、対横浜ベイスターズ戦（東京ドーム）、被安打6 奪三振6 四死球2

### 背番号
- 45 （1986年 - 1988年）
- 26 （1989年 - 1990年）
- 37 （1991年 - 1992年）
- 38 （1993年）
- 49 （1994年 - 1995年）
- 56 （2012年）